# Vicky Ntetema
Vicky Ntetema (Tanzània, 1959) és una periodista de Tanzània. Va publicar una història sobre l'assassinat de persones albines a Tanzània i Burundi. Ha fundat i dirigeix una organització caritativa anomenada Under the Same Sun ('Sota el mateix sol').

## Vida
Va treballar com a responsable de la BBC al seu país. Va passar a ser coneguda quan va explicar la història sobre l'assassinat de persones albines a Tanzània i Burundi. Va requerir protecció les 24 hores i va haver de marxar del seu país per la seva seguretat. Ntetema havia descobert que els doctors bruixots creien que les persones albines tenien poders màgics. Més tard va deixar la BBC i va passar a dirigir una organització caritativa anomenada Under the Same Sun per tractar els problemes de les persones albines.

## Premis
- Courage in Journalism Award, 2010.
- Premi Internacional Dona Coratge.[2]